# James Bowes-Lyon
Sir Francis James Cecil Bowes-Lyon KCVO CB OBE MC & Bar (* 19. September 1917; † 18. Dezember 1977) war ein britischer Offizier und Generalmajor des Heeres. Er war von 1968 bis 1970 der 13. Kommandant des Britischen Sektors von Berlin und somit einer der alliierten Stadtkommandanten. 

## Beginn der Militärkarriere
James Bowes-Lyon trat 1938 in den Militärdienst ein und wurde den Grenadier Guards zugewiesen.
Während des Zweiten Weltkriegs diente er in einer Panzerdivision. Als Militärassistent wechselte er 1950 in den Stab von Feldmarschall Sir Francis Festing. 1955 wurde er Kommandierender Offizier des 2. Bataillons der Grenadier Guards und übernahm 1963 den Posten des Kommandeurs der Fallschirmjäger-Brigade. 
Drei Jahre wurde er als Generalmajor Kommandierender General der 52. Division.

## Stadtkommandant in Berlin
Als Nachfolger von John Nelson wurde Bowes-Lyon im März 1968 neuer Kommandant des Britischen Sektors von Berlin und somit einer der alliierten Stadtkommandanten. Er bildete mit den US-Amerikanern Robert G. Furgeson und George Seignious II (ab Februar 1970) sowie den Franzosen Bernard Huchet de Quénetain und Maurice Routier (ab 1970) die höchste Instanz der West-Alliierten Berlins. Er gehörte somit der Alliierten Kommandantur an, die dem Alliierten Kontrollrat unterstellt war.
Als Stadtkommandant übernahm er einen der wichtigsten und herausragendsten Posten, den das britische Militär außerhalb Großbritanniens zu vergeben hatte. Als solcher war er zum einen militärischer, aber vor allem „politischer Führer“ seines Landes und übte eine Art Vertretereigenschaft für Königin Elisabeth II. aus, da Berlin formal nicht zum Geltungsbereich der Bundesrepublik Deutschland gehörte und Großbritanniens in Bonn residierender Botschafter unzuständig war.
Wie seine Vorgänger auch, konzentrierte sich Bowes-Lyon als Stadtkommandant überwiegend auf die politische und diplomatische Vertretung seines Landes und seine Aufgaben als Mitglied der Alliierten Kommandantur, während der jeweilige Brigadekommandeur die rein militärische Führung der Britischen Streitkräfte in der Vier-Sektoren-Stadt übernahm.
Mit dem Wechsel nach Berlin bezog Bowes-Lyon mit seiner Familie die im Berliner Ortsteil Gatow befindliche Villa Lemm. Auf dem Anwesen residierten auch die Mitglieder des britischen Königshauses während ihrer Berlin-Aufenthalte. Der Funktion des Gastgebers gegenüber der Königsfamilie kam ein britischer Stadtkommandant mindestens einmal pro Jahr nach, wenn die Abnahme der Königlichen Geburtstagsparade („Queens Birthday Parade“) auf dem Berliner Maifeld am Olympiastadion anstand. Für Bowes-Lyon war dieser Umstand ein besonderer, da er selbst mit dem Königshaus verwandt war.
Im November 1970 wurde Bowes-Lyon wieder abberufen und durch Alan Cathcart, 6. Earl Cathcart als Stadtkommandant abgelöst.

## Letzte Aufgaben
Nach seiner Berliner Verwendung leitete Bowes-Lyon zunächst die Haushaltsabteilung des London Districts. Im Anschluss kehrte er in den Stab von Francis Festing zurück und wurde dessen Adjutant.
1973 trat Bowes-Lyon nach 35 Dienstjahren schließlich in den Ruhestand.

## Privates
James Bowes-Lyon, der auf die Verwendung seines eigentlichen Vornamens verzichtete, entstammte einer Offiziersfamilie. Bei Captain Geoffrey Francis Bowes-Lyon (1886–1951) und Edith Katherine Selby-Bigge (1889–1971) handelte es sich um seine Eltern. Er war seit dem 22. April 1941 mit seiner Frau Mary (1920–2007) verheiratet. Aus der Ehe gingen zwei Söhne und eine Tochter hervor.
Bowes-Lyon verfügte über einen beachtlichen Stammbaum. Zu seinen Vorfahren zählen Karl der Große, Heinrich II., Wilhelm der Löwe, Alfred der Große, Robert Bruce und Hugo Capet. Zudem war er ein Cousin von Queen Consort Elizabeth (1900–2002) und somit unmittelbar mit dem britischen Königshaus verwandt.
James Bowes-Lyon lebte in Sennicotts in West Sussex. Er starb im Dezember 1977 mit nur 60 Jahren.

## Auszeichnungen
- Knight Commander des Royal Victorian Order („Sir“)
- Companion des Order of the Bath
- Officer des Order of the British Empire
- Military Cross (mehrfach)